# Eupithecia caliginosa
Eupithecia caliginosa là một loài bướm đêm trong họ Geometridae.